# LRRC39
LRRC39‏ (Leucine rich repeat containing 39) هوَ بروتين يُشَفر بواسطة جين LRRC39 في الإنسان.